# Nyctobia viridata
Nyctobia viridata är en fjärilsart som beskrevs av George Duryea Hulst 1896. Nyctobia viridata ingår i släktet Nyctobia och familjen mätare. Inga underarter finns listade i Catalogue of Life.